# Carl Lebrecht Udo Dammer
Carl Lebrecht Udo Dammer (Apolda, 8 de enero de 1860-Großrambin, Kołobrzeg; 15 de noviembre de 1920) fue un botánico alemán.

## Vida y obra
Udo Dammer era el hijo mayor del químico Otto Dammer. Se emplea hacia 1884 como curador en el Jardín botánico de San Petersburgo; para más tarde estudiar Botánica en Berlín, donde será de 1887 a 1889 asistente del profesor Nathanael Pringsheim. En 1888 obtiene el doctorado en la Universidad de Friburgo, con su tesis titulada " Contribuciones al conocimiento de los órganos vegetativos de Limnobium stoloniferum Griseb. ".
De 1893 hasta su deceso fue curador en el Jardín Botánico de Berlín.
También fue un divulgador periodístico.
Durante sus últimos años vive principalmente en su propiedad en Karlsruh. Fallece en un accidente de tránsito. Su viuda Pauline Maria Elisabeth Schrabach (con quien se había casado en 15 de septiembre de 1892 y tuvo dos hijos: Werner y Hans) le sobrevive seis años.

## Algunas publicaciones
- Handbuch für Pflanzensammler. Stuttgart 1891
- Anleitung für Pflanzensammler. Stuttgart 1894
- Zimmerblattpflanzen. Berlín 1899
- Balkonpflanzen. Berlín 1899
- Theorie der Gartenarbeiten. Berlín 1899
- Nadelhölzer. Berlín 1900
- Palmen. Berlín 1900
- Unsere Blumen und Pflanzen im Garten. Leipzig 1912
- Taschenatlas der essbaren und schädlichen Pilze. Esslingen a.N. 1914
- Über die Aufzucht der Raupe des Seidenspinners .... Frankfurt (Oder) 1915
- Wie ziehen wir am besten Gemüse?. Berlín 1916

## Honores
Se nombran en su honor:
Género
- Dammeria K.Schum. & Lauterb. de la familia de Arecaceae.

especies
- Cotoneaster dammeri C.K.Schneid. 1906
- La abreviatura «Dammer» se emplea para indicar a Carl Lebrecht Udo Dammer como autoridad en la descripción y clasificación científica de los vegetales.[2]

## Fuente
- Degener, AL. Wer ist's? (IIIª ed.) Leipzig 1908, 240 pp.
- Verband d. dt. Akademien (eds.) Deutsches Biographisches Jahrbuch. Überleitungsband II: 1917-1920, 715 pp.